# Zyzuś tłuścioch
Zyzuś tłuścioch (Steatoda bipunctata) – gatunek niewielkiego pająka z rodziny omatnikowatych (Theridiidae). Holarktyczny.

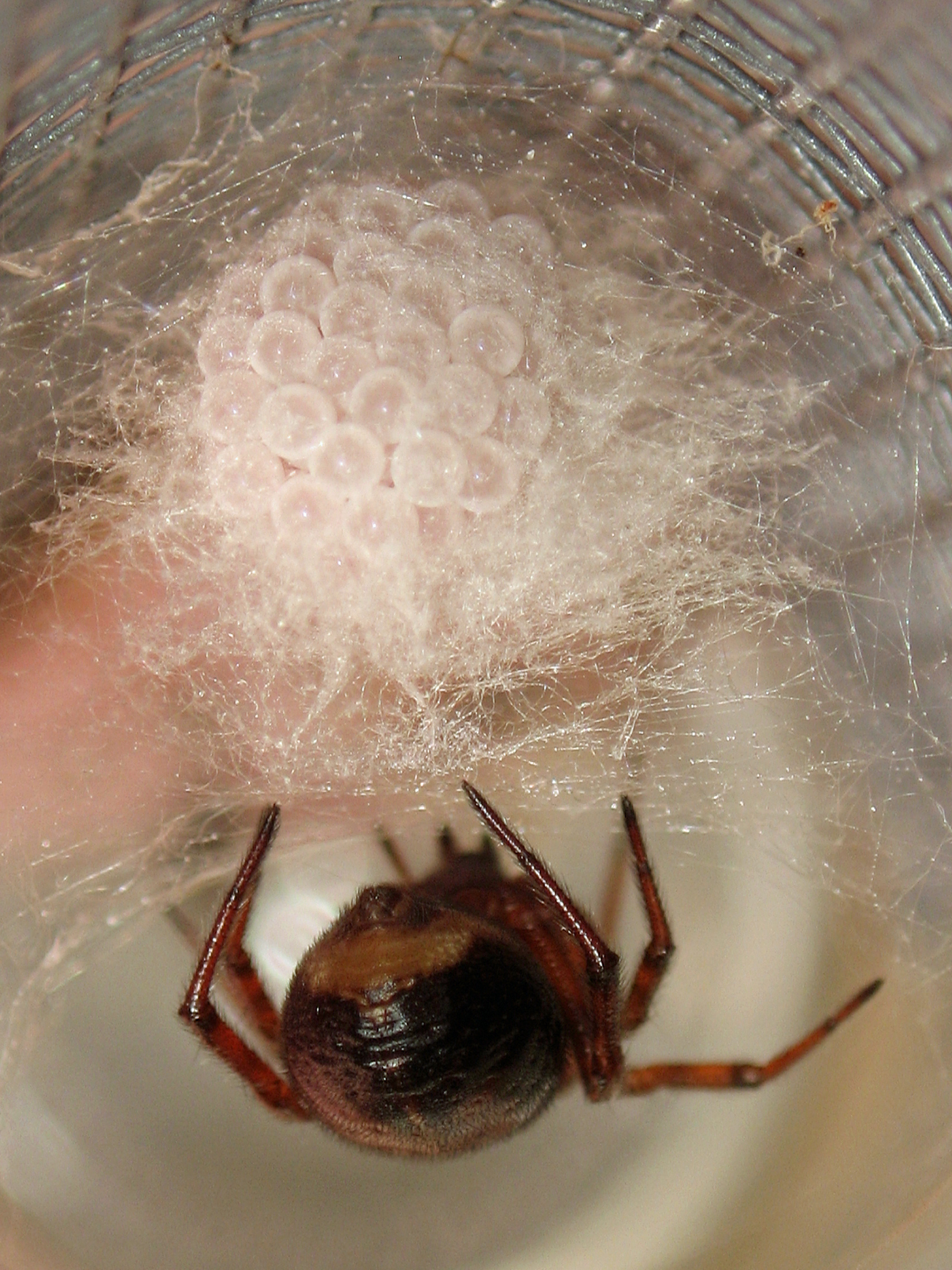
Samica z kokonem

## Budowa ciała
Największe osobniki osiągają długość 8 mm, przy czym samice są większe od samców. Odwłok ubarwiony czerwono-brązowo, kądziołki przędne jasne. Odnóża stosunkowo krótkie, w czerwono-brązowe pasy. Analizy mikroskopowe wykazały gęste owłosienie. Gatunek synantropijny, często przebywający w najbliższym otoczeniu człowieka – garażach, budynkach gospodarczych i domach. 

## Tryb życia
Zyzusie tłuściochy tolerują przeważnie obecność innych przedstawicieli gatunku, lecz najkorzystniejsze siedliska zawsze przypadają w udziale największym samicom. Żywią się owadami i innymi niewielkimi bezkręgowcami, które chwytają w sieć. Pajęczyna zyzusia tłuściocha jest – podobnie jak u innych przedstawicieli omatnikowatych – trójwymiarowa; jej objętość osiąga 10 cm³. Samce tego gatunku są zdolne do wydawania dźwięków, których częstotliwość dochodzi do 1000 Hz (strydulacja). Wydawanie dźwięków jest elementem rytuału godowego i służy imponowaniu samicom.